# 황인춘
황인춘(1974년 9월 26일~)는 대한민국의 골프 선수이다.